# 闊闊不花
阔阔不花（?—?），蒙古帝国将领。又作课课不花。按摊脱脱里（塔塔儿）氏。
阔阔不花以善射闻名。1217年，从木华黎攻金朝，为探马赤军五部前锋都元帅之一，所向无敌，卓有战功。攻打陕西，斩杀金朝将领王公佐。1224年，跟随嗣国王孛鲁攻打西夏，攻克银川。1227年，跟随孛鲁攻打益都，收降李全。奉命率军三千屯守潍州、沂州、莒州，防备南宋。1232年，随从窝阔台渡黄河，攻金朝汴梁、归德府，招降寿州。金朝亡后，1236年，率部镇守益都、济南。太宗时死。以益都六百户为食邑。在任上病逝。

## 延伸阅读
[在维基数据编辑]
 《元史·卷123》，出自宋濂《元史》
 《新元史/卷130》，出自柯劭忞《新元史》